# شهرستان بلکینگه
شهرستان بلکینگه (به سوئدی: Blekinge län) یکی از شهرستان‌های کشور سوئد است که در جنوب این کشور واقع شده است.

## جغرافیا
این شهرستان با شهرستان‌های اسکونه، کالمار، کرونوبرگ و دریای بالتیک مرز مشترک دارد.
بلکینگه با پوشش ۰.۷ در صد از کل مساحت سوئد کوچکترین شهرستان در این کشور می‌باشد.

## شهرستان ها
- Olofström Municipality
- Sölvesborg Municipality
- Karlshamn Municipality
- Ronneby Municipality
- Karlskrona Municipality